# 厚囊原毛平革菌
厚囊原毛平革菌（学名：Phanerochaete metuloidea），一种分布于中国南方地区的菌类，隶属于多孔菌目原毛平革菌科原毛平革菌属，模式产地为云南省景东彝族自治县哀牢山自然保护区。

## 特征

### 子实体
一年生，平伏，广泛扩展，松散贴生，易与基质分离，膜质至革质，干燥后易碎，长达20cm，宽达6cm，厚达1mm；子实层体表面光滑，灰橙色、棕橙色至浅棕色，在氢氧化钾溶液中变为红棕色，随生长时间不开裂或稀疏开裂；不育边缘薄，初期呈锯齿状，随生长时间增加而变模糊，与子实体表面同色。

### 微观结构
菌丝系统单系。生殖菌丝多为简单隔膜，偶有单个或一对锁状联合。Subicular菌丝无色，稍厚壁，中等分枝，有隔膜，紧密交织，或多或少平行于基质，直径3-7㎛。囊状体尖锥形至近纺锤形，无色，厚壁，上部被晶体包裹，基部具有简单隔膜，偶有一个或两个次级隔膜，突出于子实层上方，大小为40－80×5－8㎛。担子棍棒状，无色，薄壁，顶端具4个担子梗，基部具简单隔膜，大小为40－70×5－8.5㎛；拟担子大量，类似于担子，但较小。担孢子椭圆形，无色，薄壁，光滑。